# Valerian von Mikulicz

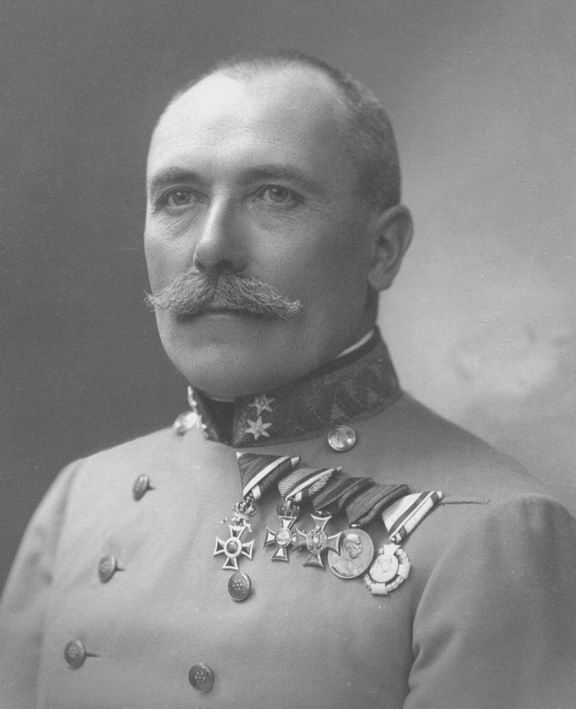
Valerian von Mikulicz

Valerian von Mikulicz (* 18. Mai 1855 in Czernowitz, Bukowina; † 24. Dezember 1910 in Wien) war ein österreichischer Offizier und Militärhistoriker. Er war Bruder des Chirurgen Johann von Mikulicz.

## Leben
Beförderungen
- 1. November 1877 Leutnant
- 1. Mai 1882 Oberleutnant
- 1. Mai 1887 Hauptmann
- 1. November 1893 Major
- 1. Mai 1896 Oberstleutnant
- 5. Juli 1899 Oberst
- 1. Mai 1905 Generalmajor
- 1. März 1910 Feldmarschallleutnant

Mikulicz besuchte das Militärkollegium in St. Pölten und (mit Karl Tersztyánszky von Nádas) die Theresianische Militärakademie. 1877 kam er zum Kaiserlichen Infanterieregiment No. 20 (1769). Nachdem er die k.k. Kriegsschule absolviert hatte, wurde er am 1. November 1883 zum Generalstab versetzt. Bei der 17. Infanterie-Brigade in Prag war er an den Vorbereitungen für die Mobilmachung des 8. Korpskommandos beteiligt. Von dort unternahm er Kundschaftsreisen ins Kaiserreich Russland. 1887 kam er zur 12. Infanterie-Division und zum Generalstab des 1. Korpskommando in Krakau.
Bei seinem familiären Hintergrund wurde er am 16. April 1890 zum Evidenzbüro versetzt. Seine Arbeit als Fachmann für die „Polnische Frage“ wurde drei Jahre später mit dem Militärverdienstkreuz (Österreich) gewürdigt. Ab 1891 war er auch Lehrer für Russische Sprache. Am 22. Oktober 1896 zum Infanterie-Regiment Nr. 67 in Eperjes versetzt. Am 1. November 1893 wurde er Chef des Stabes der 24. Infanterie-Division in Przemyśl. Am 5. Oktober 1901 wurde er Regimentskommandeur des IR 67 in Eperjes. Vor Ablauf der üblichen vier Jahre wurde er am 19. April 1905 Brigadekommandeur der 57. Infanterie-Brigade in Theresienstadt.
Seit 1907 schwer erkrankt, bat er im April 1908 um seine Beurlaubung, die ihm großzügig gewährt wurde. Als Invalide wurde er am 24. Februar 1910 mit allen Ehren verabschiedet. Zehn Monate später starb er im 55. Lebensjahr.

## Name
Als sein polnischer Adel am 14. Dezember 1897 von Franz Joseph I. anerkannt worden war, wollte Valerian Mikulicz Ritter von Radecki nicht mit den Radetzkys verwechselt werden. Der deshalb von ihm beantragte Name Valerian Ritter von Mikulicz-Radecki wurde am 10. Oktober 1901 genehmigt.

## Auszeichnungen
- Militärverdienstkreuz (Österreich) (1893)
- Ritter des Österreichisch-kaiserlichen Leopold-Ordens (1910)

## Schriften
- Ein Nachruf dem Neustädter Feste. In: Organ der Militärwissenschaftlichen Vereinigung 21 (1880)
- Befehlsgebung und Mißverständnisse im Kriege. In: Organ der Militärwissenschaftlichen Vereinigung 56 (1898)
- Das neue Exerzierreglement der italienischen Infanterie. In: Streffleurs österreichische militärische Zeitschrift, 1906/07
- Die Luftschiffahrt im Dienste des Krieges. In: Organ für Reserveoffiziere H. 1 (1910)

Mikulicz übersetzte das dreibändige Buch von Aleksandr Kazimirovich Puzyrewski über den Polnisch-Russischen Krieg 1830/31.